# Вардзавуни
Вардзавуни (арм. Վարձավունի) — армянский нахарарский род, правивший в области Вардзавуник провинции Гугарк Великой Армении.
В III—IV веках Вардзавуни сохраняли свою внутреннюю самостоятельность. В гахнамаке по Сааку Партеву среди 70 нахараров они упоминаются 22-ми, однако в других вариантах упоминания рода отсутствуют.